# Hahnia cervicornata
Hahnia cervicornata är en spindelart som beskrevs av Wang och Zhang 1986. Hahnia cervicornata ingår i släktet Hahnia och familjen panflöjtsspindlar. Inga underarter finns listade i Catalogue of Life.